# Goodenia pinifolia
Goodenia pinifolia är en tvåhjärtbladig växtart som beskrevs av De Vriese. Goodenia pinifolia ingår i släktet Goodenia och familjen Goodeniaceae. Inga underarter finns listade i Catalogue of Life.